# Контрольний пункт в'їзду-виїзду в зоні проведення АТО

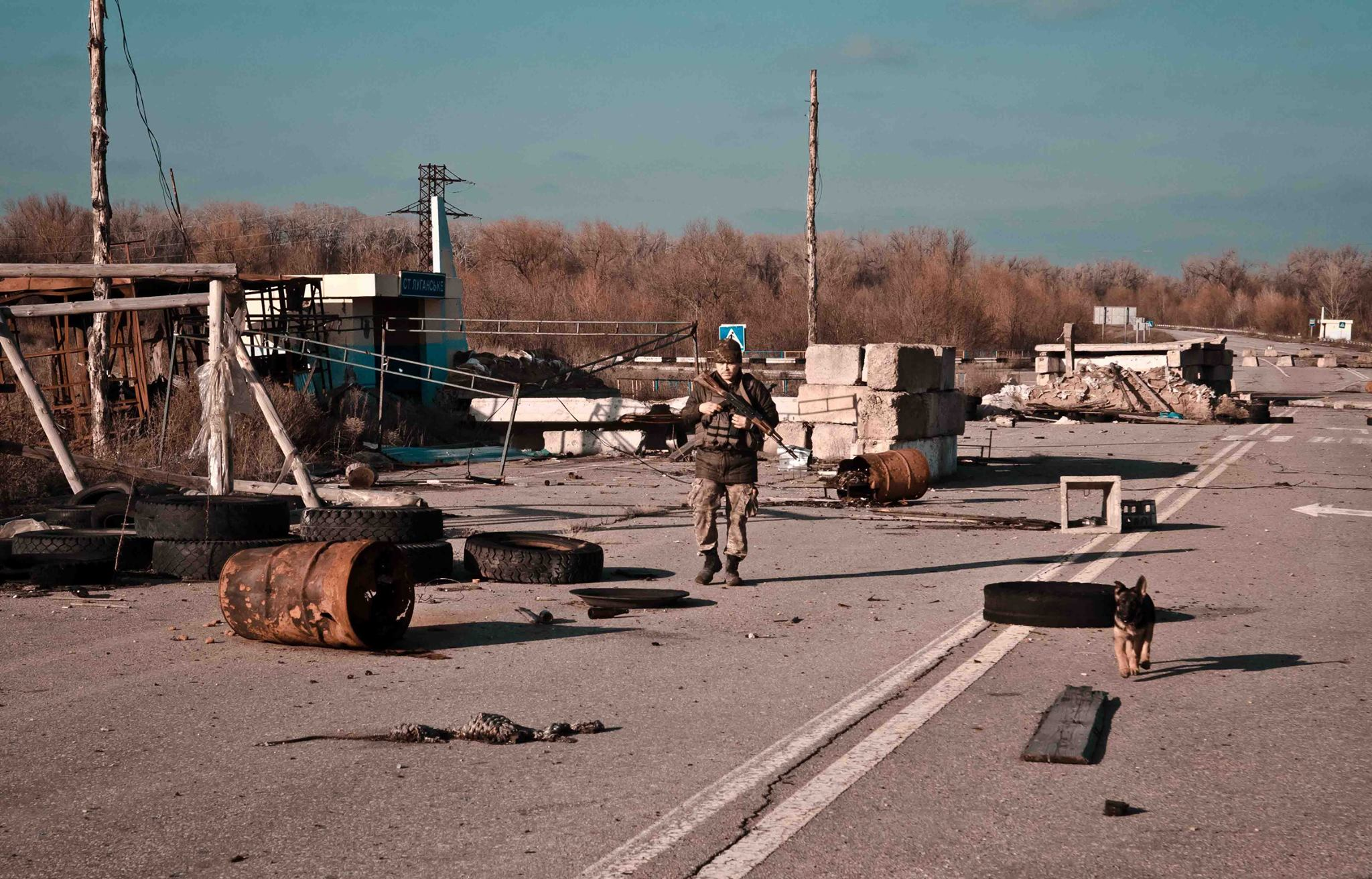
Контрольний пункт у Станиці Луганській

Контро́льний пункт в'ї́зду-ви́їзду в зо́ні прове́дення АТО́/ОÓС (КПВВ) — контрольно-пропускний пункт, що розміщений в зоні проведення АТО/ООС і служить для організації переміщенням осіб, транспортних засобів і вантажів через лінію розмежування. Припинили свою роботу в момент ескалації конфлікту перед повномасштабним вторгненням РФ в Україну.
КПВВ були єдиними пунктами, через які можна було легально потрапити з ОРДЛО на підконтрольну Україні територію та навпаки. За добу через КПВВ проходило до 31,5 тисячі осіб та до 5 тисяч транспортних засобів. У середньому, щодня через кожен КПВВ проходило близько 5,5 тисяч людей. За 2016 рік, відповідно до інформації Державної прикордонної служби України, через КПВВ лінію розмежування перетнули 8,5 млн осіб.

## Перелік контрольних пунктів в'їзду-виїзду в зоні проведення АТО
Згідно з «Тимчасовим порядком контролю за переміщенням осіб через лінію зіткнення у межах Донецької та Луганської областей» було передбачено такі контрольні пункти в'їзду-виїзду:
- на автомобільних шляхах:

1. Дорожній коридор «Кадіївка — Золоте — Гірське — Лисичанськ» — КПВВ «Золоте»;
2. Дорожній коридор «Горлівка — Бахмут» — КПВВ «Майорське»;
3. Дорожній коридор «Донецьк — Курахове» — КПВВ «Мар'їнка»;
4. Дорожній коридор «Донецьк — Маріуполь (через Волноваху)» — КПВВ «Новотроїцьке»;
5. Дорожній коридор «Новоазовськ — Покровськ — Талаківка — Маріуполь» — КПВВ «Гнутове» (с. Піщевик);
6. Дорожній коридор «Станиця Луганська — Щастя — Новоайдар» — КПВВ «Станиця Луганська».

- на залізничних шляхах:

1. на дистанції колії «Городній» — «Кондрашевська Нова» — «Луганськ Північний» — Донецької залізниці — на залізничній станції КПВВ «Городній» (поза межами КПВВ розгорнуто контрольний пост (КрП) на залізничній станції «Кондрашевська Нова»);
2. на дистанції колії «Красний Лиман» — «Світланово» — «Родаково» Донецької залізниці — на залізничній станції КПВВ «Красний Лиман» (поза межами КПВВ розгорнуто контрольний пост (КрП) на залізничній станції «Світланово»);
3. на дистанції колії «Красний Лиман» — «Попасна» — «Мар'ївка» Донецької залізниці — на залізничній станції КПВВ «Красний Лиман» (поза межами КПВВ розгорнуто контрольний пост (КрП) на залізничній станції «Попасна»);
4. на дистанції колії «Переїзна» — «Попасна» — «Мар'ївка» Донецької залізниці — на залізничній станції КПВВ «Переїзна» (поза межами КПВВ розгорнуто контрольний пост (КрП) на залізничній станції «Попасна»);
5. на дистанції колії «Красний Лиман» — «Артемівськ 2» — «Микитівка» Донецької залізниці — на залізничній станції КПВВ «Красний Лиман» (поза межами КПВВ розгорнуто контрольний пост (КрП) на залізничній станції «Артемівськ 2»);
6. на дистанції колії «Костянтинівка» — «Фенольна» — «Ясинувата» Донецької залізниці — на залізничній станції КПВВ «Костянтинівка» (поза межами КПВВ розгорнуто контрольний пост (КрП) на залізничній станції «Фенольна»);
7. на дистанції колії «Волноваха» — «Південнодонбаська» — «Оленівка» Донецької залізниці — на залізничній станції КПВВ «Волноваха».

## Ситуація на КПВВ
Загальна характеристика
Восени 2017 року фактично працювали 5 КПВВ на автомобільних шляхах. Чотири — у Донецькій області: з півночі на південь — «Майорськ», «Мар'їнка», «Новотроїцьке», «Гнутове». І єдиний КПВВ — в Луганській області: «Станиця Луганська».
Описати ситуацію було на всіх КПВВ «можна однаково: довжелезні черги, недостатня пропускна спроможність, відсутність руху громадського транспорту через лінію розмежування, неналежні умови для тривалого перебування в очікуванні проходження відповідних процедур, зокрема і для осіб з обмеженими фізичними можливостями».
Іноді деякі КПВВ тимчасово призупиняли роботу через обстріли бойовиками.
На КПВВ траплялись викрадення людей бойовиками.
Для дистанційного спостереження за безпековою ситуацією до кінця вересня 2017 року СММ ОБСЄ, за сприяння української сторони СЦКК, планували встановити камери відеоспостереження на КПВВ «Гнутове», «Майорськ» та «Мар'їнка» (Донецька область).
Станом на осінь 2017 року:
КПВВ «Золоте»
Не працює. Станом на 28 вересня 2017 з боку території підконтрольної уряду України на КПВВ «Золоте» створені та готові до використання 12 смуг для руху (6 на в'їзд та 6 на виїзд), 8 пішохідних коридорів (4 на вхід та 4 на вихід) та одна окрема смуга для вантажівок міжнародних гуманітарних місій. Територію КПВВ «Золоте» та прилеглі ділянки розчищено від рослинності, а також проведено всі заходи з розмінування. Однак, на території ОРЛО зазначені заходи не виконуються, пункт пропуску до роботи не готується.
Тристороння контактна група 4 жовтня 2017 у Мінську підтримала ініціативу голови СММ ОБСЄ Ертурула Апакана про відкриття 20 жовтня 2017 року КПВВ «Золоте» — відповідне рішення лідерів країн Нормандської четвірки було прийнято ще рік тому, проте ОРЛО продовжують блокувати це питання.
КПВВ «Майорське»
Працює.

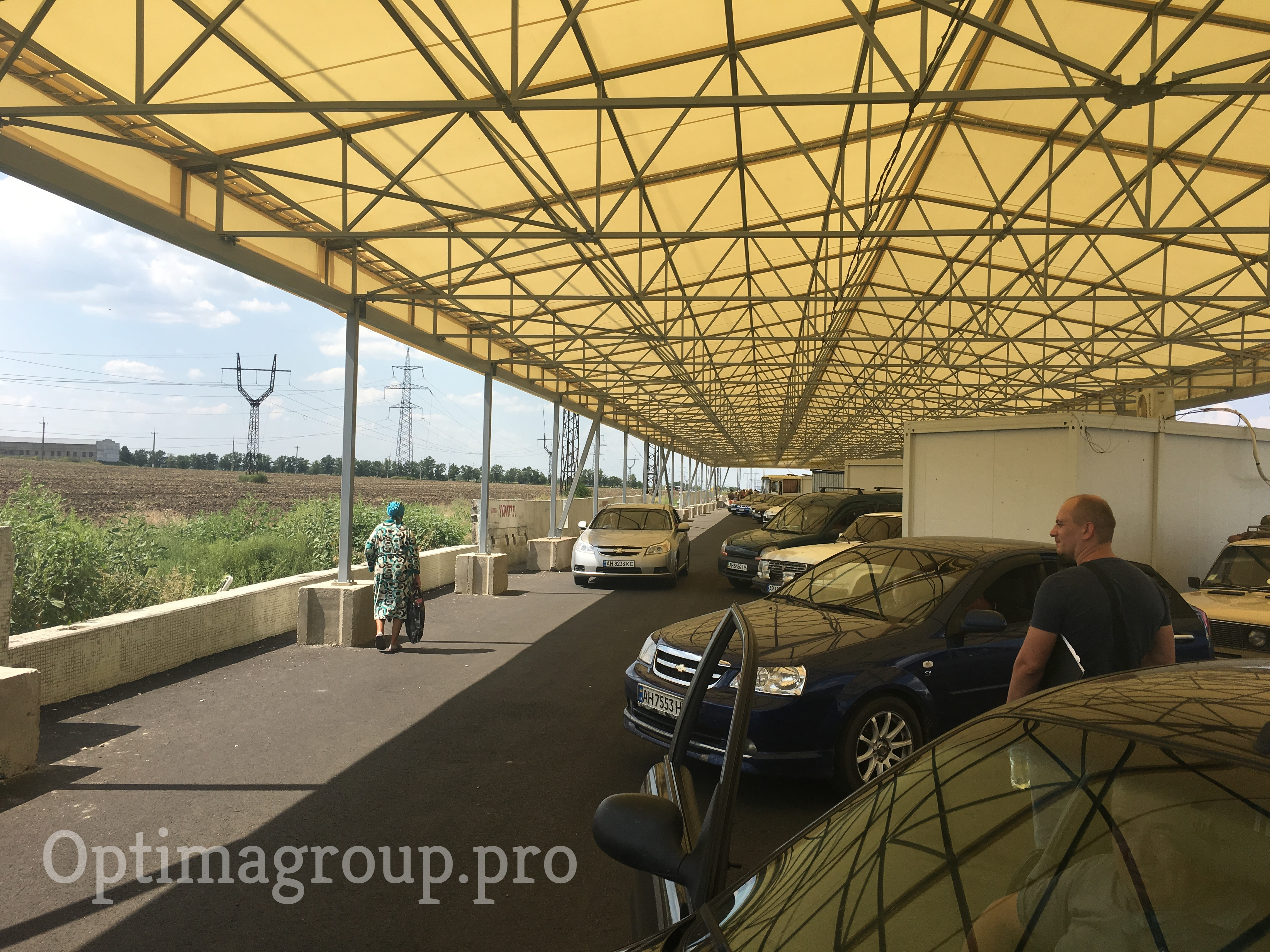
КПВВ «Мар'їнка»

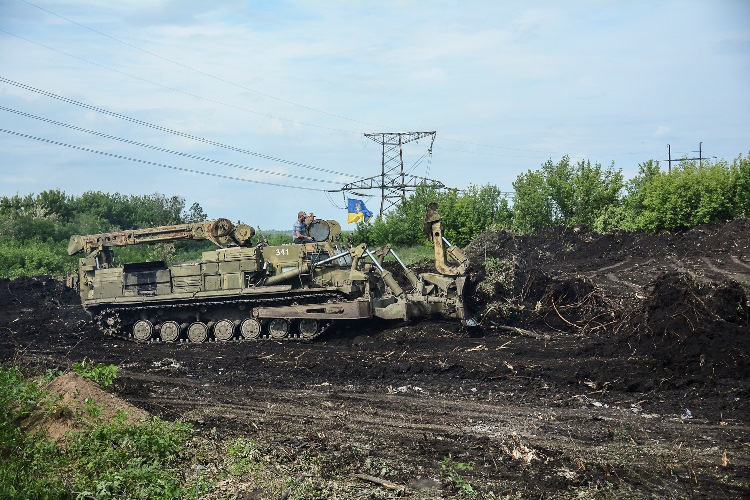
Роботи на КПВВ «Майорське». Травень 2018

Працює. На КПВВ «Мар'їнка» 22 вересня 2017 встановлено камеру відеоспостереження, що нарощує спроможності СММ ОБСЄ з дистанційного спостереження за безпековою ситуацією на Донбасі.
В кінці 2018 року на КПВВ Мар'їнка проведені роботи по установці збірні-розбірних пунктів евакуації відкритого типу і збірні-розбірні пунктів евакуації закритого типу в рамках автомобільного шляху H15.   
КПВВ «Новотроїцьке»
Не працює.
КПВВ «Гнутове»
Не працює.
КПВВ «Станиця Луганська»
Не працює.

## Режим роботи
З 1 вересня 2017 пропуск на КПВВ осіб та транспортних засобів здійснювався з 7.00 до 18.30. Тривалість роботи ставала дещо меншою за тривалість роботи влітку, що було наслідком скорочення світлої пори доби, а в темний час підвищувались ризики обстрілу з боку російських найманців.